# Кьер, Йеппе (футболист, 2004)
Йеппе Кьер Йенсен (дат. Jeppe Kjær Jensen; родился 1 марта 2004, Хорсенс) — датский футболист, вингер шведского «Мьельбю».

## Клубная карьера
Йеппе стал игроком футбольной академии клуба «Хорсенс» в возрасте 12 лет, до этого выступая в составе команды «Хаттинг/Торстед». Осенью 2018 года Кьер дважды приезжал на просмотр в английский клуб «Саутгемптон». 1 марта 2019 года, в свой 15-й день рождения, он подписал с «Хорсенс» трёхлетний контракт. В августе 2019 года «Хорсенс» сообщил, что Кьер находился на просмотре в итальянском «Ювентусе». В ноябре 2019 года главный тренер «Хорсенса» Бо Хенриксен подтвердил, что «Саутгемптон» и «Ювентус» были заинтересованы в приобретении Кьера, но клуб отказался его продавать.
Кьер дебютировал в основном составе «Хорсенса» 1 марта 2020 года (в свой 16-й день рождения), став самым молодым игроком в истории датской Суперлиги. Это произошло в матче против «Раннерса», в котором Йеппе вышел на замену Микаэлю Лумбу. 8 июля 2020 года Кьер забил свой первый гол за «Хорсенс» в матче против «Хобро».
В августе 2020 года было объявлено о соглашении по переходу Кьера в нидерландский клуб «Аякс» с 7 сентября 2020 года. 16-летний датчанин подписал с амстердамским клубом трёхлетний контракт и стал игроком футбольной академии «Аякса».
21 июля 2025 года перешёл в шведский «Мьельбю», с которым подписал контракт, рассчитанный на четыре с половиной года.

## Карьера в сборной
18 августа 2019 года дебютировал в составе сборной Дании до 16 лет в матче против сверстников из Англии. 13 января 2020 года забил свой первый гол за сборную Дании до 16 лет в матче против Швеции.